# Hardegsen
Hardegsen er en by og en kommune i Landkreis Northeim i den tyske delstat Niedersachsen.
Hardegsen betegner sig som Porten til Solling (Naturpark Solling-Vogler) og er omgivet af et omfattende net af vandreveje. Byen er kendt for sine bindingsværkshuse, Burg Hardeg med Muthaus der i det 12. århundrede var residens for slægten Welf. Der findes en dyrepark med båd vilde dyr og husdyr samt en campingplads. Den var indtil 2010 en statsanerkendt kurby.

## Geografi
Hardegsen ligger vest for floden Leine og øst for Solling ved sydvestenden af højdedraget Weper.
Vandløbene Espolde og Schöttelbach løber gennem kommunen og munder ud i Espolde og videre til Leine.

### Inddeling
I kommunen ligger landsbyerne:
| - Asche - Ellierode - Ertinghausen - Espol - Gladebeck - Hardegsen (administrationsby) | - Hettensen - Hevensen - Lichtenborn - Lutterhausen - Trögen - Üssinghausen |